# نايف بن أحمد بن عبد العزيز آل سعود
الأمير الدكتور نايف بن أحمد بن عبد العزيز آل سعود (مواليد 15 يوليو 1965 - ) هو الابن الثاني من الذكور للأمير أحمد بن عبد العزيز آل سعود والأميرة فهدة بنت تركي بن أحمد السديري، يشغل رتبة لواء طيار ركن.

## التأهيل المدني والعسكري
- حصل على شهادة البكالوريوس في العلوم العسكرية بمرتبة الشرف عام 1985 من كلية الملك عبد العزيز الحربية.
- الدورة التأسيسية والدورة المتقدمة ضباط مشاة.
- دورة العمليات الخاصة.
- دورات المظلات والصاعقة وقادة القفز الحر والاقتحام الجوي.
- دورة متفجرات وغوص بحرية.
- الدورة التأسيسية والمتقدمة طيران عمودي على طائرات بلاك هوك.
- ماجستير من كلية القيادة والأركان التابعة لمشاة البحرية الأمريكية.
- ماجستير في الإدارة العامة والأعمال من جامعة جورج واشنطن الأمريكية عام 1993.
- ماجستير في الأمن القومي من كلية الشؤون الدولية من جامعة جورج تاون الأمريكية عام 1995.
- درجة الزمالة وشهادة الماجستير في العلوم الاستراتيجية مع مرتبة الشرف الأولى من كلية الحرب الوطنية بجامعة الدفاع الوطني الأمريكية وتحقيق جائزة التفوق الاستراتيجي عام 2002.
- دكتوراه في العلاقات الدولية من جامعة كامبريدج البريطانية والتي تناولت في موضوعها الأمن القومي في المملكة العربية السعودية عام 2006.

## المناصب التي تولاها
- قائد فصيل إسناد نيران وقائد سرية ك 4 مجموعة لواء الإمام فيصل بن تركي الأول (قوات خاصة).
- ضابط عمليات وتدريب مجموعة لواء الإمام فيصل بن تركي الأول (قوات خاصة).
- ضابط خطط وعمليات القوات البرية.
- مدير قسم الدراسات والبحوث بإدارة خطط وعمليات القوات المسلحة.
- مدير قسم الخطط بإدارة خطط وعمليات القوات المسلحة.
- مساعد مدير إدارة خطط وعمليات القوات المسلحة.
- مدير إدارة الوقاية من أسلحة التدمير الشامل بالقوات المسلحة.
- رئيس هيئة استخبارات وأمن القوات البرية.

## الأعمال واللجان اللتي شارك بها
1. شارك في حرب تحرير الكويت بالمناصب التالية:
أ - قائد مجموعة العمليات الخاصة والتي تعد أول قوة دخلت دولة الكويت حيث قامة بتحرير سفارة المملكة العربية السعودية ورفع العلم السعودي عليها.

ب - ركن عمليات قوات خاصة بقيادة مسرح العمليات للقوات المشاركة.

ج - ركن خاص لقائد القطاع الشرقي للعمليات الخاصة.

2 . شارك في عدد من مؤتمرات المعهد الدولي لدراسات الاستراتيجة في لندن وكذلك في حوار المنامة لأمن الخليج وكذلك شارك في المنتدى الأقتصادي العالمي - دافوس - في نيويورك وكذلك شارك في منتدى الاقتصاد العالمي اللذي انعقد في شرم الشيخ بجمهورية مصر العربية.

3. رئيس اللجنة الدائمة بين وزارة الدفاع والخارجية.

4. رئيس اللجنة الدائمة لمتابعة برنامج عمل الأمم المتحدة المعني بالاتجار الغير مشروع للأسلحة الصغيرة والأسلحة الخفيفة.

5. عضو في اللجنة الأمنية للحج (1427 هـ - 1428 هـ) .

6. عضو الهيئة الوطنية لتنفيذ اتفاقية حضر الأسلحة الكميائية والبيولوجية.

7. رئيس فريق التقيم على المستوى الاستراتيجي للقوات المسلحة بتمرين (سيف السلام-8).

8. حصل على العديد من الأوسمة والأنواط والميداليات وشهادات الشكر والتقدير المحلية والدولية.

9. شارك بموجب الأمر السامي في اللجنة التي نظرت سعي الدول الواقعة في محيط المملكة إلى امتلاك القدرات التدميرية وأسلحة الدمار الشامل وتطويرها مما يشكل تهديد للمملكة والتي انعقدت في وزارة الخارجية.

10. شارك في تحويل ورقة السياسة الدفاعية إلى اتفاقية الدفاع المشترك لمجلس التعاون الخليجي.

11. شارك في التخطيط لتمرين سيف السلام (1) و(2) و(3).

12. عضو لجنة الضباط الفرعية للقوات البرية.

13.رئيس هيئة استخبارات وامن القوات البرية ورئيس اللجنة الرئيسية لمكافحة المخدرات للقوات البرية.

## أسرته
متزوج من الأميرة فهدة بنت خالد بن عبد الله آل سعود - ابنة الأميرة الجوهرة الثانية بنت عبد العزيز آل سعود،له من الابناء :
فيصل بن نايف بن أحمد بن عبد العزيز آل سعود.